# Krishnarayapuram
Krishnarayapuram är en ort i Indien.   Den ligger i distriktet Karur och delstaten Tamil Nadu, i den södra delen av landet, 2 000 km söder om huvudstaden New Delhi. Krishnarayapuram ligger 109 meter över havet och antalet invånare är 10 526.
Terrängen runt Krishnarayapuram är platt. Runt Krishnarayapuram är det tätbefolkat, med 308 invånare per kvadratkilometer. Närmaste större samhälle är Musiri, 17,6 km öster om Krishnarayapuram. Trakten runt Krishnarayapuram består till största delen av jordbruksmark.